# 大菩薩峠 (1935年の映画)
『大菩薩峠』（だいぼさつとうげ）は、1935年（昭和10年）に製作され11月15日に公開された『大菩薩峠 第一篇 甲源一刀流の巻』（-だいいっぺん こうがいっとうりゅうのまき）に始まる、稲垣浩監督による3作の日本の長編劇映画のシリーズである。第2作と第3作は『大菩薩峠 鈴鹿山の巻・壬生島原の巻』（-すずかやまのまき・みぶしまばらのまき）として1936年（昭和11年）に製作、同時上映された。

## 略歴・概要
中里介山の未完の大作小説『大菩薩峠』の最初の映画化である。当初は伊藤大輔が監督する予定であったが、企画から製作実現までに6年がかりとなり、企画が実現したときには伊藤が退社した後であった。結果、稲垣浩が山中貞雄・荒井良平両名を応援監督に得て、引き継ぐこととなった。山中が応援監督として参加することは、脚本に三村伸太郎が参加することとともに、稲垣が監督を引き受ける際の条件であった。
第1作に関しては、山中貞雄が荒井良平とともに「応援監督」として参加しており、現存する数少ない山中演出を観ることができる作品である。
稲垣の回想によれば、第1作『大菩薩峠 第一篇 甲源一刀流の巻』において、山中が演出したのは大衆シーンや立ち回り（殺陣）のある「凄ごみのある」シーン、特に「奉納試合」のシーンであり、稲垣が演出したのは「芝居がかったところ」、荒井はその「つなぎ」を演出したという。
『大菩薩峠 第一篇 甲源一刀流の巻』の上映用プリントは、ロシアで発見されゴスフィルモフォンドから2003年（平成15年）に東京国立近代美術館フィルムセンターに移されたヴァージョンが現存する。同ヴァージョンの上映時間は77分である。『大菩薩峠 鈴鹿山の巻・壬生島原の巻』の上映用プリントに関しては、同センターに所蔵されているが、玩具フィルムから復元された1分（97.02フィート）のフィルム断片のみ、それ以外は現存していない。

## エピソード
原作者中里介山は映画化にあたり、「5万円」（当時）という原作料を申し出て、これを大河内傳次郎が現金で払って評判となった。
中里は本作が映画化と決まったときに、「高野弘正君を机竜之助の役に」と条件をつけた。というのも、この小説が澤田正二郎で実演されるとなったときに、主人公の「秘剣音無しの構え」がどういう構えかと質問されて困り、中西派一刀流宗家で剣道教士の高野弘正に型を創造してもらったのだが、高野の創造した構えはまったく隙がなく、優美な構えであったから、中里はすっかり高野に惚れ込んでしまったのである。
驚いたのは日活本社で、当初から竜之助役は大河内と決めていたが、中里が頑として譲らず、とうとう総監督の稲垣浩に「介山を説き伏せてくれ」と泣きついてきたという。「監督の力で高野教士を竜之助に出来ぬはずはなかろう」と言う中里に、稲垣は「先生が道楽をなさろうとおっしゃるならやってみましょう。しかし、大菩薩峠は映画界始まって以来の本格的時代劇を作ろうとするもので、そうしたとき個人的な道楽が許されてもよいのでしょうか」と返した。
稲垣は「二十九歳の僕がよくも大先生をつかまえてこんなことが言えたと、いま思うとひや汗ものだが、その一言で居士は配役一切を僕にまかせてくれた。そういう事情で大河内の竜之助は日の目を見たが、高野先生の竜之助はまぼろしになった」と述懐している。
中里は本作制作の際に、主演の大河内に虚無僧空山を差し向けて、木刀試合をさせている。また、この映画で近藤勇が羽織の紐を首に掛けたというので、「剣聖近藤勇を冒涜するもので、日本の時代映画は根本からやり直さなければならぬ」とこの場面の撮り直しを要求してきたという。監督の稲垣浩もこの意見に賛成だったが、取り直しは時間的に無理だったため、一部分の改訂で納めた。稲垣は「しかしこの一件が、時代劇映画の格調を高めることに役立ったのは言うまでもない」とし、また「そうしたわれわれの苦心も、テレビの時代劇によって元の木阿弥になってしまった」として残念がっている。
稲垣はこの映画の最初の巡礼斬りの場面で、日本の映画で初めて「サッ」と人を斬る刀の刃音を入れた。この音は、「カチンコ」を叩き合わせた「パーン」という音を逆再生したものだったが、時節柄、当局の検閲に引っ掛かった。結局「検閲保留」扱いとなっている。
昭和10年当時はトーキーの出始めで、稲垣によると「フィルム編集を追い込みでやっているうちに、もう裏か表か逆さまか、わかんなくなって」、「たまたま裏返しにサウンドをかけたら『シューッ!』といい音が出て、本当にびっくりして、これだっていうんで、それを効果音に使ったんです」とのことである。

## 1935年版
『大菩薩峠 第一篇 甲源一刀流の巻』（だいぼさつとうげ だいいっぺん こうがいっとうりゅうのまき）は、1935年（昭和10年）製作・公開、稲垣浩監督、応援監督山中貞雄・荒井良平による日本の長編劇映画、剣戟映画である。

### スタッフ・作品データ
- 製作 : 根岸寛一、池永和央
- 監督 : 稲垣浩
- 応援監督 : 山中貞雄、荒井良平
- 原作 : 中里介山
- 脚本 : 三村伸太郎、武田寅男、稲垣浩
- 撮影 : 谷本精史、松村禎三、竹村康和
- 編集 : 西田重雄
- 武道考証 : 高野弘正
- 鈴慕奏吹 : 高橋空山
- 美術考証 : 野口昂明
- 音楽 : 西梧郎
- 製作 : 日活京都撮影所
- 上映時間（巻数 / メートル） : 136分（15巻 / 3,725メートル）
- フォーマット : 白黒映画 - スタンダードサイズ（1.33:1） - モノラル録音
- 公開日 :  日本 1935年11月15日
- 配給 :  日活
- 初回興行 : 浅草・富士館

### キャスト
- 大河内伝次郎 - 机龍之助
- 沢田清 - 宇津木兵馬
- 尾上助三郎 - 少年時代
- 沢村国太郎 - 山崎譲
- 尾上菊太郎 - 真三郎
- 鳥羽陽之助 - 与八
- 山本礼三郎 - 神尾主膳
- 高勢実乗 - 道庵先生
- 小林重四郎 - 紙屑買源助
- 清川荘司 - 土方歳三
- 磯川勝彦 - 逸見利恭
- 鬼頭善一郎 - 裏宿の七兵衛
- 伊庭駿三郎 - 岡田弥市
- 左文字一郎 - 沖田総司
- 宗春太郎 - 茂太郎
- 黒川弥太郎 - 宇津木文之丞
- 花井蘭子 - お豊
- 高津愛子 - 深雪太夫
- 深水藤子 - お松
- 五月潤子 - 山岡屋お滝
- 入江たか子 - お浜
- 衣笠淳子 - 花師匠お絹
- 市川小文治 - 芹沢鴨
- 佐々木積 - 中村一心斎
- 山本嘉一 - 机彈正
- 中田弘二 - 近藤勇
- 中村英雄 - 弁信法師
- 村田宏寿 - 力士小野川
- 横山運平 - 巡礼藤作
- 岡譲二 - 島田虎之助
- 小森敏 - 山岡屋の長松
- 生島日三郎 - 若い役者風の男
- 藤川三之祐 - 下僕久助
- 松下猛男 - 櫓夫
- 若松文男 - 片柳伴次郎
- 杉浦くに - お絹の婆や
- 実川鶴子 - 宇津木家の女中
- 山口佐喜雄 - 新徴組加藤主税
- 南條龍之助 - 新徴組関口文雄
- 今成平九郎 - 門弟安藤次雄
- 大倉多一郎 - 門弟小沢文五郎
- 梅田哲朗 - 名倉熊太郎
- 伊村利江子 - 腰元小ゆき
- 橘昇子 - 腰元八重

## 1936年版
『大菩薩峠 鈴鹿山の巻・壬生島原の巻』（だいぼさつとうげ すずかやまのまき・みぶしまばらのまき）は、1936年（昭和11年）製作・公開、稲垣浩監督による日本の長編劇映画、剣戟映画である。『大菩薩峠 第一篇 甲源一刀流の巻』の続篇として製作された。

### スタッフ・作品データ
- 総指揮 : 池永浩久
- 製作 : 根岸寛一、池永和央
- 企画 : 武田寅男
- 監督 : 稲垣浩
- 原作 : 中里介山
- 脚本 : 三村伸太郎、稲垣浩
- 撮影 : 谷本精史、安本淳
- 武道考証 : 高野弘正
- 音楽 : 西梧郎、深井史郎
- 製作 : 日活京都撮影所
- 上映時間（巻数 / メートル） : 110分（13巻 / 3,019メートル）
- フォーマット : 白黒映画 - スタンダードサイズ（1.33:1） - モノラル録音
- 公開日 :  日本 1936年4月15日
- 配給 :  日活
- 初回興行 : 浅草・富士館

### キャスト
- 大河内伝次郎 - 机龍之助
- 沢田清 - 宇津木兵馬
- 黒川弥太郎 - 宇津木文之丞
- 岡譲二 - 島田虎之助
- 鬼頭善一郎 - 裏宿の七兵衛
- 鳥羽陽之助 - 与八
- 高勢実乗 - 道庵先生
- 尾上菊太郎 - 真三郎
- 清川荘司 - 土方歳三
- 市川小文治 - 芹沢鴨
- 市川百々之助 - 山崎譲
- 上田吉二郎 - 田中新兵衛
- 小林重四郎 - 紙屑買源助
- 中田弘二 - 近藤勇
- 横山運平 - 巡礼藤作
- 山本嘉一 - 机彈正
- 入江たか子 - お浜
- 深水藤子 - お松
- 五月潤子 - 山岡屋お滝
- 衣笠淳子 - 花師匠お絹
- 実川延一郎

## 註
1. ↑  大菩薩峠、日本映画データベース、2010年1月21日閲覧。
2. 1 2 3  生誕110周年 スターと監督 大河内傳次郎と伊藤大輔 大菩薩峠 甲源一刀流の巻、東京国立近代美術館フィルムセンター、2010年1月21日閲覧。
3. 1 2 3  生誕百年 映画監督 山中貞雄 大菩薩峠 甲源一刀流の巻、東京国立近代美術館フィルムセンター、2010年1月21日閲覧。
4. ↑  所蔵映画フィルム検索システム、東京国立近代美術館フィルムセンター、2010年1月21日閲覧。
5. ↑  大菩薩峠 鈴鹿山の巻 壬生島原の巻、東京国立近代美術館フィルムセンター、2010年1月21日閲覧。
6. ↑  生誕百年特集 映画監督 稲垣浩、東京国立近代美術館フィルムセンター、2010年1月21日閲覧。
7. ↑  『あゝ活動大写真 グラフ日本映画史 戦前篇』（朝日新聞社）
8. ↑  ここまで『日本映画の若き日々』（稲垣浩、毎日新聞社刊）より
9. ↑  『週刊サンケイ臨時増刊 大殺陣 チャンバラ映画特集』（サンケイ出版）